# 신밧드의 대모험
신밧드의 대모험(The Golden Voyage Of Sinbad)은 미국에서 제작된 고든 헤슬러 감독의 1973년 모험, 판타지 영화이다. 존 필립 로우 등이 주연으로 출연하였다.
컬럼비아 픽처스가 개봉한 신밧드 영화들 3가지 중 2번째 영화이다.

## 출연

### 주연
- 존 필립 로우
- 캐롤라인 먼로
- 톰 베이커

### 조연
- 더글러스 윌머
- 마틴 쇼
- 그레고리 아슬런
- 커트 크리스찬
- 타키스 엠마뉴엘
- 알도 샘브렐